# 채명신
채명신(蔡命新, 1926년 11월 27일~2013년 11월 25일)은 대한민국의 군인 출신 외교관·공무원·정치인·체육인·사회기관단체인으로 6.25 전쟁과 베트남 전쟁에 참전하였다.
조선경비사관학교(육군사관학교의 전신) 제5기로 졸업하여 참위(소위)로 임관하여  한국 전쟁에 참전하여 백골병단을 지휘하였으며, 휴전 후에는 9사단에서 박정희 장군을 만난 이후 5·16 군사 쿠데타에 가담하였다. 5·16 군사 쿠데타 직후 혁명5인위원회와 국가재건최고회의에 참여했다가, 주월한국군 사령관에 임명되어 베트남 전쟁에 참전하였으며, 박정희 대통령의 유신 개헌에 반대했다가 강제로 예편되었다. 퇴역 후에는 스웨덴, 그리스, 브라질 대사 등 외교관으로 활동하였다.
한국 전쟁 당시 국군의 주요 지휘관 중 한사람이었으며, 베트남 전쟁 당시 맹호부대장 겸 초대 주월한국군 사령부 사령관이었다. 대한태권도협회의 초대 회장이기도 했다. 대한태권도협회의 초대 회장으로 태권도 각 관과 파벌의 통합과 태권도협회 공통 규정을 제정하고 첫 전국승단심사를 조직하였다. 베트남 전쟁 당시 파월 한국군 사령관으로 재임 중 태권도 보급에 노력하였다.

## 학력
- 경성인문학원 졸업
- 평양사범학교 졸업
- 대한민국 육군사관학교 5기
- 대한민국 육군보병학교 졸업
- 대한민국 육군대학 졸업
- 미국 육군참모대학교 졸업
- 대한민국 국방대학교 행정학사 16기 (1971년)

## 경력
- 대한민국 육군 중장 예편
- 베트남 전쟁 참전전우회장
- 6·25 참전유공자회 회장
- 베트남 참전 유공전우회 총재
- 수도사단 제17대 사단장

## 생애

### 생애 초반

#### 출생과 유년기
채명신은 1926년 11월 27일 황해도 곡산군에서 출생했다. 항일운동가였던 아버지 채은국(蔡殷國)과 독실한 크리스찬 어머니 사이에서 태어난 그는 모태 신앙인으로 성장하였다. 아버지는 광복 직후 석방됐지만 고문의 후유증으로 1945년 12월 초에 사망하였고, 어머니는 교회 권사로 활동하였다.
1944년 19세 때 제2국민병으로 일본군의 동원훈련을 받게 되었다. 이때 그의 회고에 의하면 부대 식당은 장교와 부사관이 먹는 식당과 병사들이 먹는 식당 두군데로 나뉘어 있었다고 한다.

#### 교사 발령과 월남
평양사범학교를 졸업하고 교사로 발령, 평안남도 용강 덕해소학교에 부임하였다. 그 뒤 진남포 소학교에서 교편을 잡았으나, 소련군 주둔 이후 공산주의를 피해 1947년 월남하였다. 당시 교회 권사이던 어머니와 가족들과 생이별을 하고 홀로 남하하여 서울에 도착하였다.
천신만고 끝에 서울에 당도한 그는 1948년 조선경비사관학교(육군사관학교의 전신) 제5기 생도모집에 응시하여 합격한다.

### 군인 경력

#### 육사 시절
채명신은 목사가 되겠다는 애초의 꿈 대신 1948년 4월 조선경비사관학교에 지원한다. 강도 높은 훈련에 식량조차 제대로 배급되지 않는 열악한 환경이었다. 육군사관학교 재학 당시 상위권 성적이었던 그는 졸업 당시 동기 400명 중 26위였다. 육군사관학교 제5기로 졸업하고 소위로 임관되었다.

#### 제주도 9연대와 국지도발전 참가
1948년 제주도 9연대로 발령되었다. 당시 정부 수립 반대 여론도 강한 곳이었고, 평소 동기들과 선배들 사이에서 ‘제주도 보내버린다’는 말이 반 협박처럼 쓰일 만큼 제주도는 그들 사이에서 기피의 대상이었다. 채명신은 1948년 동기 8명과 함께 낯선 섬 제주도로 발령되었다.
4.3 사태 이후 부대 내에는 남로당이 세력을 장악하고 있었고, 사방이 적의로 가득 찬 눈길들이 그를 따라다녔으며 감시에 시달렸다. 그의 직속 상관인 중대장마저 호시탐탐 그의 목숨을 노렸다. 궁지에 몰린 채명신은 마음을 다해 소대원들을 대한다. 아픈 병사에게는 죽을 먹였으며 병사들의 이야기에 귀를 기울였다. 결국 그의 노력은 이념을 넘어 그들의 마음을 움직였고 일촉즉발의 순간에서 그를 구해낸다. 제대로 목욕도 할 수 없는 열악한 환경으로 목욕을 하는 사이에도 총알이 날아들고 미인계까지 동원되어 그의 목숨을 위협하기도 했다.
49년 5월 4일 개성 부근 송악산 전투에서 당시 보병중대장으로 포병중대장 노재현(盧載鉉)대위가 이끄는 포병 1개 중대와 함께 참전하였다.
1949년 11월 남파된 북괴 공산 게릴라들을 토벌하기 위해 태백산에 투입되었다. 당시 강원도와 경북 산악지대엔 남파된 괴뢰군과 지역 빨치산이 합세해 게릴라전을 펼치고 있었다. 강원도에서 채명신은 1947년 월남 이후 2년 만에 어머니와 재회한다. 그러나 재회한 어머니와도 3주만에 이별하게 된다.

#### 한국 전쟁
1950년 6월 한국 전쟁에 참전하였다. 25연대 1대대장을 하다가 영천에서 8사단 21연대 1대대장으로 북진 상륙에 참여하였다. 평안북도 희천까지 진격하였으나 중공군에 밀려 후퇴하였다. 12월 적지에 고립된 21연대장을 위해 채명신은 특공대를 이끌고 나섰다. 어렵게 그를 구했으나 오래 굶주린 연대장이 고기를 먹고 싶다 하여 민가에 들어갔다가 민가에 숨어있던 북 괴뢰군에 둘러쌓인 것이다. 한 사람을 위해 특공대 모두가 목숨을 잃을 수도 있는 상황으로 그는 가까스로 포위망을 뚫고 탈출했지만 연대장은 포로가 되었다.(사망했을수도 있다) 그리고 며칠 후 다시 채명신은 부하 두 명과 함께 민가에서 괴뢰군에게 포위를 당했다. 빠져나갈 길이 없어 그는 자살을 결심했으나 운좋게 탈출에 성공한다.
그 뒤 '백골병단'이라고 불리는 유격부대를 이끌고 북 괴뢰군 점령지를 돌며 후방교란을 펼쳐 굉장한 전과들을 다수 올린다. 이때의 전공과 경험들은 오늘날 대한민국 국군 전사 연구나 실전 사례 교육에서 상당히 비중이 높게 다뤄지고 있다. 한국전쟁 후 소장까지 진급한다.
다만 당시 참전했던 '백골병단'은 민간인들로 구성되었는데 대한민국 군과 정부에 의해 어떠한 보상도 없었으며 심지어 군재입대까지 하게 된다. 채명신 장군의 책에서도 이들에 대해 사후 대책이 없어 해결해주고 싶었지만 그러하지 못해 안타깝다고 써놓았다.
1951년 11연대 편성에 참여하고 스스로 연대장을 자원하였다.
3개월의 백골병단활동이후 귀환한 뒤 대령으로 진급한 그는 제7사단 5연대장, 제3사단 참모장(2개월 하다가 전투가 급한데 참모로 있기보단 지휘관이 되고자 했다. 3사단 22연대장으로 발령나서 1개월간 있었으나 전황이 급박한 동부전선 20사단 M1고지지역으로 옮겼다), 제20사단 60연대장 등으로 활동하였다. M1고지를 최종 점령한 이후 휴전되었다.

#### 휴전 이후

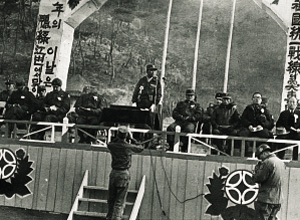
20사단 연대장 시절 사단을 방문한 박정희와 함께

연대장으로 있을 무렵, 그는 문정인을 만나 결혼을 하게 된다. 문정인은 경북 영덕의 재력가 집안 출신으로 이화여자대학교를 졸업하였다. 문정인에게서 1남 2녀가 태어났다.
1954년 제3군단 작전참모, 육본 작전기획과장을 거쳐 1955년 10월 논산 제2훈련소 참모장으로 부임하였다. 논산 제2훈련소 참모장으로 있을 때는 훈련소의 고질적인 비리와 부패를 제거하였다. 당시 4만여 명의 훈련병을 거느리고 있는 논산훈련소는 온갖 부정과 비리가 판치는 복마전 같은 곳이었다. 그가 이 사실을 알고 부임을 거부하자 신임 육군훈련소장으로 부임한 양국진 중장은 당신이 적임자라고 지목했으나 그가 거절하자, 정일권 육군참모총장에게 건의해 명령을 내버렸다.
훈련소에 가보니 훈련병들이 입고 있는 옷은 하나같이 거지꼴이었고, 그나마 부유층이나 권력층 자제들은 서류만 와 있고 사람은 없었다. 이것부터 고쳐야겠다고 마음먹고 서류 상의 훈련병들에게 속달우편을 보내 언제까지 입소하라고 상류층 가정에 통지하여 입대를 명령했다.
그런데 경무대의 한 비서관이 달려와 “아무개 훈련병은 경무대와 관련된 요원이니 휴가 처리해서 내보내 줘야 한다.”며 명령조로 말했다. 그러나 그가 논리적으로 끝까지 따지고 대들자 경무대 비서관은 꼬리를 내리고 물러갔다. 이를 본 육군훈련소장도 놀라지 않을 수 없었다.
1950년 후반 백골병단을 이끌고 점령지였던 설악산 부근에서 북한 괴뢰군과 교전, 크고 작은 승전을 하였으나 설악산 능선에서 죽을 고비를 넘겼다. 그 뒤 강릉 9사단에 부임하였다. 당시 9사단의 참모장은 채명신의 육사 선배였던 박정희 대령으로, 박정희는 부임 직후의 지친 채명신을 불고기집으로 데려가 적군의 핏자국이 얼룩진 후배의 점퍼를 자신의 고급 점퍼와 바꾸며 다독였고, 그를 위로하였다. 이후 박정희는 그를 각별히 살갑게 대하였는데, 9사단에 있을 때부터 박정희와의 인연이 이어진다.
1958년 8월 준장으로 승진, 제1군사령부 작전참모로 부임하였다. 이후 제38보병사단장과 제5사단장을 역임했다. 채명신은 5사단장으로 있던 중 5·16 군사정변에 가담한다.

### 5·16 군사정변

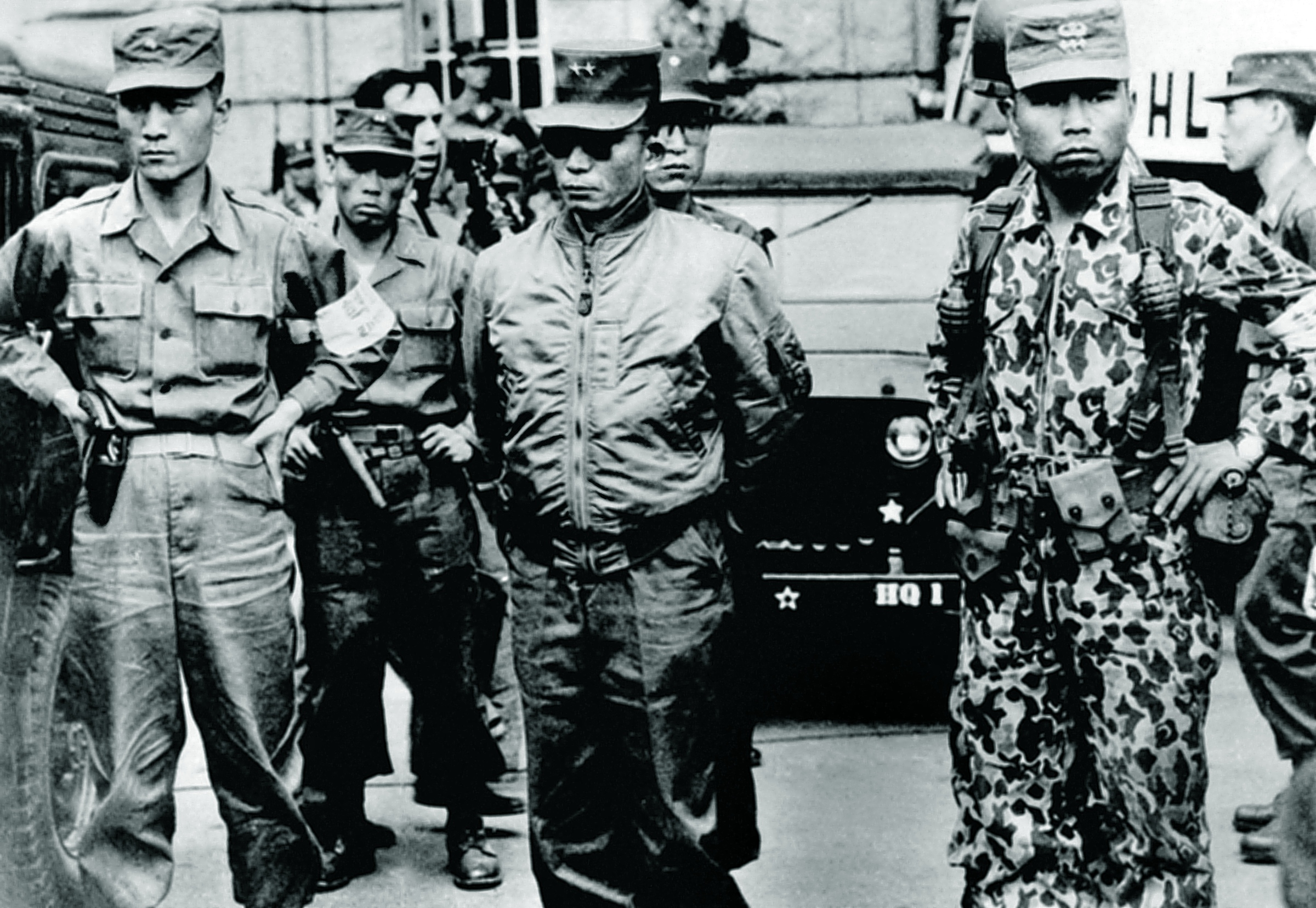
5·16 군사정변 직후, 5월 16일 오전 8~9시 경 중앙청 앞에서 박정희와 이낙선 소령, 박종규 소령

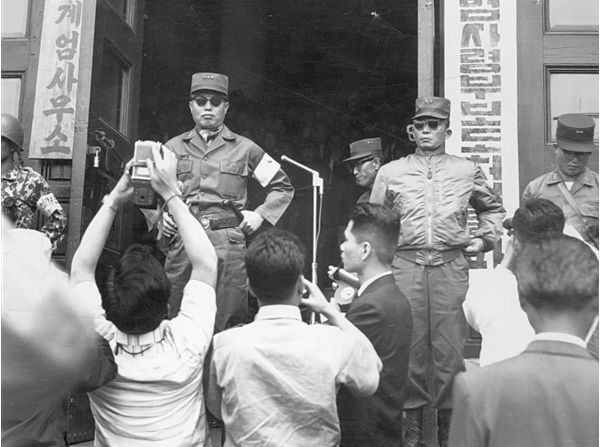
5월 20일 중앙청 광장에서 장도영과 박정희

1961년 5.16 군사 정변에 휘하 야전사단을 이끌고 반란에 가담하여 군사 정권 수립에 영향을 끼쳤다. 1961년 5월 15일 저녁 채명신은 육사 후배 조창대 중령으로부터 은밀한 편지를 건네 받는다. 하루 앞으로 닥친 ‘거사’를 알리는 박정희의 밀서였다. 그러나 이미 미군 방첩대 CIC에 그들의 계획이 누설된 상태라 자칫하면 모두의 목숨이 날아갈 수도 있었다. 한참을 망설이던 채명신은 서둘러 이한림 제1군사령관과 매그루더 주한미군 사령관을 만나 담판을 지었다.
5·16 군사 정변 직후 혁명 5인위원회 멤버로 선임되었다. 이후 5월 20일 군사혁명위원회 가 구성되자 군사혁명위원회 위원의 한사람으로 선출되었다. 그해 7월 박정희가 국가재건최고회의 의장이 되면서 그를 국가재건최고회의 감찰위원장으로 발탁했다. 그는 사양하며 야전에 있기를 희망했으나 박 의장 주변에 있는 사람들은 채 장군이 실병력을 지휘하고 있는 것이 내심 불안하게 생각하여 그를 붙잡아 두었다.

#### 대한태수도협회 회장
1962년에는 김운용 등과 함께 대한태수도협회(대한태권도협회의 원래 이름) 창설에 참여하여 태권도협회 초대 회장(1962~1964년)에 선출되었다.
그가 태권도 협회장에 추천된 것은 군가 유대관계가 있었던 엄운규의 역할이 컸다. '당시 군사혁명위원회 감찰위원장으로 막강한 권력과 덕망이 높은 채명신 장군이 태수도협회의 초대 회장으로서 적격이라고 생각하였다'는 것이다. 또한 군내에서도 백준기 소령(대령으로 예편) 등도 그를 대한태권도협회 회장으로 추대하는데 일익을 담당했다.
태수도 협회 초대 회장으로 있으면서 그는 각지에 분파된 태권도 체육관 관장들을 소집, 규합하고 태권도 공통 규정을 제정하였다.
대한태수도협회의 시급한 문제는 각 체육관 별로 시행되고 있는 '승단심사'를 통합하는 것이었다. 1962년 11월 11일 국민회당에서 열린 '제1회 전국승단심사'를 개최 하게 된다. 대회에서 회장 채명신은 대회사를 통해 각 태권도 체육관과 단체들의 통일의 중요성을 역설하였다.
| “ | 태수도는 그동안 각 유파별로 자파(自派)만을 위한 발전을 꾀하고 서로 고집과 편견 등으로 통합을 못보았으나, 5·16 군사정변 이후 구악(舊惡)을 일신하고 단결과 호양의 무도인 본분의 자태로 돌아와 통합을 이루었다. ...(이하 중략)... 과거 자파도장에서 실력이 있든 없든 임의로 단증을 부여했지만, 협회명칭 아래 이제 공정하게 심사해서 실력 있는 공인단을 주게 되어 경사가 아닐 수 없다. | ” |

그는 곧 승단심사 임원을 구성하여 최초로 전국 태권도 연합 승단 심사를 주관했다. 승단심사 임원은 대회장 채명신, 심사위원 이남석·이종우·엄운규·
박철희·이영섭·남태희, 경기위원장 현종명, 심판위원 홍정표·김순배·김수진·김선구·이병로·고재천·이교운·백준기 등 25명이었다. 심사 종목은 각 단별로 형, 시합, 논문(3단 이상)이었다.
이후 채명신(군사혁명위원회 감찰위원장)이 군 내부 문제로 회장 역할을 수행할 수 없게 되자 협회의 실질적인 업무 진행은 부회장이었던 이종우와 엄운규가 처리했다.
육군본부 작전참모부 차장을 지내다가 1963년 육군본부 작전참모부 부장 승진과 동시에 육군 소장 진급,  1964년 미국 유학, 미국 육군지휘참모대학교를 수료하고 귀국한다. 귀국 후 육군 제3관구 사령관으로 부임하였다.

#### 베트남 전쟁 참전
1965년 4월 박정희 대통령으로부터 직접 청와대로 소환을 명령 받게 되었다. 이때 월남전 전투부대 파병에 대한 의견을 묻기 위해서였다. 자신이 주월한국군 사령관으로 내정되었다는 것을 생각하지도 않은 채명신은 조심스럽게, 하지만 단호하게 반대 의사를 피력했다.
당시 미국은 전 세계로부터 명분 없는 전쟁에 참가한다는 비난을 받고 있었고, 미국 국내에서도 히피족 등의 자발적인 반대 반전 운동에 봉착했다. 또한 그는 이미 한국전쟁을 통해 게릴라전이 어렵다는 것과 월남전에 국군이 참여한다면 호지명이라는 걸출한 지도자와 울창한 밀림과 같은 천혜의 요새를 가진 베트콩을 상대로 험난한 싸움을 치를 것을 예견하였다.
그러나 월남전에 참전하지 않을 경우 주한미군의 2개 사단을 철수 하겠다는 미국 측 일부 정객들의 압력을 받은 박정희는 그에게 월남전 파병을 종용한다.
미국은 한국이 파병을 거부할 경우 한국에 주둔하던 제2보병사단, 제7보병사단을 한국에서 철수시키려 했고, 여전히 북한과 비교해 군사적 열세였던 한국에게 미군 2개 사단의 이탈은 대한민국의 국방력에 부담을 주었다. 그 해 8월 채명신은 주월사령관을 맡아달라는 박정희의 간곡한 설득을 받고 월남에 파견된다.
이후 육군참모대학을 이수하였고, 1965년 대통령 박정희에 의해 주월사령관으로 임명되어 베트남 전쟁에 참전, 베트남에 다녀왔다. 베트남 전쟁 중 그는 지하와 군내외부에 침투한 베트콩 프락치들의 암살 위협과 무좀, 풍토병 등에 시달렸다.
1969년 3월 미국 닉슨 대통령으로부터 공로훈장을 받았다. 1969년 4월 헬리콥터로 이동 도중 베트콩의 피격을 받고 국군 9사단 28연대 주둔지역인 투이 호아에서 헬기가 추락, 부상을 당하기도 했으나 기적적으로 생명을 구하였다. 1969년 5월 응우옌 반 티에우 남베트남 대통령으로부터 최고 훈장을 수여받았다.

#### 월남에서의 태권도 보급과 전파
베트남에서의 태권도 보급에 각별히 관심을 갖고 지원하였다. 1965년 월남태권도협회가 창설되어 월남 태권도의 현황을 조직적으로 관리할 수 있게 되었고, 태권도의 저변을 한층 더 확대할 수 있었다.
대한태수도협회 초대 회장을 역임한 채명신은 태권도 교관단에 각별한 관심과 배려를 아끼지 않았고, 태권도를 군사 전술의 일환으로 삼는 등의 지략을 펼치기도 했다. 그는 맹호부대 군수참모인 우종림 중령에게도 태권도 시범단을 만들게 하여 맹호부대 주둔지역인 퀴논 지역의 월남군부대, 경찰, 학교, 민간인들에게 태권도 시범을 보여 대민심리전으로 활용했다. 그러나 그는 교관들이 시범을 할 때 격파는 되도록 삼가토록 지시했다고 한다. 월남 고위층 인사가 격파 장면을 보고 신체에 부상이나 위험을 줄 수 있는 격파는 공포감을 조성한다며 미덥지 않게 여겼기 때문이었다.
후일 채명신 사령관은 "주월 한국군의 작전 중의 하나는 태권도의 보급이었다."며 "당시 태권도 교관들은 전쟁에 직접 참여한 장병들과 견주어 결코 뒤질게 없는 활약을 펼쳤다."며 교관들을 높이 평가했다.
주월한국군 사령관인 채명신 장군은 "태권도 보급은 작전이었다."라고 말할 정도로 깊은 관심을 가지고 있었다. 그는 태권도 보급을 위해 군, 민, 경과 학교 등에 보급하기 위해 체계를 확립하는 한편 정부와 군의 고위층 인사에게도 적극적인 태권도 홍보 활동을 계속하였다.
채명신은 태권도의 기술적인 보급 뿐만 아니라 태권도 정신을 알리는데도 중점을 두었다. 그는 월남에서 태권도 5개 수칙을 만들어 태권도 수련장에는 반드시 이 수칙을 크게 써서 붙이고 수련 전, 후로 암기하도록 강조하였으며 이를 어기는 자에게는 태권도를 배우지 못하게 하겠다고 엄포를 놓았는데, 수칙을 제정한 배경에는 몇 개의 사건이 있었다.
1966년 퀴논에 있는 꽁테 고등학교에 교관을 배치하여 태권도를 교육하던 중 학교 측에서 태권도를 그만 가르쳐 달라는 교육중지 요청이 들어왔다. 이유는 학교 내의 불량 학생들이 태권도를 배운 뒤 교사들에게 덤벼들어 교사들이 학생들을 다루는 데 어려움이 많다는 것이었다. 그는 바로 관련 학생들을 불러 훈육하였다.
그리하여 채명신 장군은 3개월의 시간을 주면 태권 도가 싸움을 가르치는 것이 아니라 심신을 연마하고 예의를 존중하고 사회질서를 준수하는 모범시민의 기본적인 자질을 함양시킬 수 있다고 하였다. 실제로 그 후에는 오히려 태권도를 배운 학생들이 더 예의를 잘 지키고 박력있는 모범학생으로 변했다고 한다.

### 생애 후반

#### 귀국과 예편
1969년 5월 3일 특별군용기편으로 김포공항에 귀국하였고, 그해 5월 12일 육군 제2군사령부 사령관으로 부임하였다.
1972년 초 대통령 박정희의 호출을 받았다. 박정희는 그에게 집권연장의 뜻을 보이고 군부 내의 지지를 이끌어줄 것을 호소한다. 그러나 채명신은 신의가 정치인의 생명이라며 강하게 반대한다.
| “ | 각하. 정권을 연장하시겠다는 건 결국 이중플레이 아닙니까? 정치라는 건 국민들과의 약속을 지키는 것, 이게 지도자의 생명인데 그렇게 나가시면 스스로 생명을 끊는 것 아닙니까? | ” |

처음에는 민족중흥의 사명과 자주국방을 위한 단결을 역설하던 박정희는 그의 주장에 분노한다. 두 번의 독대가 더 있었으나 모두 반대했고, 분노에 찬 박정희 앞에서도 채명신은 소신을 되풀이하였고 결국 인사불이익을 받고 대장 진급에서 탈락하게 된다.
1972년 6월 1일 제2군사령관직에서 물러남과 동시에 전역하였다.

#### 외교관 활동
외교관 경력으로는 1972년 주스웨덴 대한민국 대사로 파견되어 1973년 주그리스 대사관 대사, 77년 주브라질 대사관 대사 등을 역임하였다.
박정희의 장기 집권을 반대해 군복을 벗고 대사로 나간 그에게 어느 기자가 서운한 감정은 없느냐고 묻자 채명신은 다음과 같이 답했다.
| “ | 1972년말부터 1980년까지 줄곧 해외 근무를 했는데, 박 대통령이 나한테는 참 잘해 주었어요. 아이들 학비에 보태라며 봉투도 자주 보내 박동진 외무 장관이 '청와대에서 웬 봉투를 그리 많이 보내느냐'고 묻기도 했습니다. | ” |

외교관으로 활동하는 동안 박정희 대통령에 관련된 질문이 여러번 쏟아졌으나 모두 묵묵부답하였다. 1977년 4월, 주 브라질 대사에 임명되었고, 1979년 10월 26일 주브라질 대사로 재직 중 박정희의 서거 소식을 접했고, 1981년 5월 주브라질대사를 끝으로 공직에서 물러났다.

#### 정계 은퇴와 사망
이후 베트남 전쟁 참전 단체와 한국 전쟁 참전 단체 활동과 강연 활동 등을 다니며 참전용사의 복지와 보상을 위해 애써오다 2013년 11월 25일 강남세브란스병원에서 지병인 담낭암으로 향년 88세에 별세했다. 유언으로 자신을 국립묘지 장군 묘역이 아닌 서울현충원에 있는 베트남전 참전 사병 묘역에 안장해달라고 요청하였다. 대한민국 국방부가 이에 대해 난색을 표했으나, 청와대가 나서서 사병 묘역 안장을 추진하였고, 결국 대한민국 정부와 대한민국 국방부는 그의 요청을 받아들여 육군장으로 채명신 장군의 장례를 치룬 이후에 국립서울현충원의 2번 사병 묘역에 입구 쪽의 남은 공간을 활용하여 묘역을 만들어 안장하였고, 묘역의 형태가 채명신 장군이 파월 장병들의 묘역을 이끌고 지휘를 하며 나서는 모양새가 되었다. 이후 10년 뒤 부인 문정인 여사도 별세하여 채명신 장군 묘역에 함께 합장을 하였고, 문정인 여사는 파월 장병들의 어머니가 되었다.

## 저서
- 《베트남전쟁과 나(채명신 회고록)》 (팔복원, 2006)
- 《사선을 넘고 넘어: 채명신 회고록》(매일경제신문사(매경출판주식회사, 1994)

## 상훈 경력
- 태극무공훈장
- 화랑무공훈장
- 충무무공훈장(3회)
- 을지무공훈장(2회)
- 보국훈장 국선장
- 방위포장
- 1969년 3월 미국 공로 훈장
- 1969년 5월 베트남 최고 훈장
- 2001년 자랑스러운 세종인상
- 2005년 고려대학교 제3회 정책인대상
- 2006년 자랑스러운 육사인상

## 가족 관계
- 부인 : 문정인(文貞仁, 이화여자대학교 졸업). 문명기의 손녀.[15] 오빠가 문태준이다. 대한의사협회장, 보건복지부장관, 국회의원을 지냈다.

자녀는 아들 하나 딸 둘.
의붓동생으로 채 모씨가 있다. 채씨는 채명신이 60년 넘게 숨겨온 또 다른 미담의 주인공이다. 채씨는 당시 육군 중령이던 채 장군이 1951년 초 강원도에서 유격부대 ‘백골병단’을 이끌며 생포한 조선노동당 제2 서서 겸 북한군 대남유격부대 총사령관(중장) 길원팔이 아들처럼 데리고 다녔던 전쟁고아였다. 길원팔은 전향 권유를 거부하고 채명신이 준 권총으로 자결했다. 그러면서 “전쟁 중 부모 잃은 소년을 아들처럼 키워왔다. 저기 밖에 있으니 그 소년을 남조선에 데려가 공부시켜달라”고 부탁했다.
적장(敵將)이지만 길원팔의 인간됨에 끌린 채 장군은 “그러겠다”고 약속하고 그 소년을 동생으로 호적에 입적시켰다. 이름도 새로 지어주고 총각 처지에 그를 손수 돌봤다. 소년은 채명신의 보살핌에 힘입어 서울대에 들어가 서울대 대학원에서 이학 석사·박사 학위를 받은 뒤 서울 유명 대학에서 교수를 지냈다. 채 교수는 10여 년 전 은퇴했다. 두 사람은 채명신이 숨질 때까지 우애 깊은 형제로 지내왔다고 한다. 채명신의 자녀들은 그를 삼촌으로, 채 교수의 자녀들은 채명신을 큰아버지라고 부른다.

## 평가
태권도 보급에 지대한 기여를 하였다는 평가도 있다. 태권도인 서성원은 '태권도 보급이 활황을 누린 것은 채명신 사령관의 역할이 컸다'고 평하였다.
베트남 전쟁에 참전하였으며 제5대 교관단장을 지낸 김봉식은 "채명신 장군은 한국군의 위력을 대내외적으로 과시하고 전투력을 강화시키기 위해 태권도 보급에 열성을 보였다. 월남 각지를 순회하며 태권도 시범을 펼쳐 민사심리전으로 적극 활용했다."고 증언하였다.

## 기타

### 초대 태권도협회 회장 임명 배경
백준기는 1950년대 중반 최홍희가 오도관을 창설해 전 육군에 태권도를 보급할 때, 중앙심사위원으로 활약하면서 채명신과 두터운 관계를 쌓아 올렸다. 5.16 정국에서도 그는 감찰위원장실을 출입해 독대를 할 정도로 채명신과 돈독한 관계를 유지하고 있었다. 후에 백준기는 당시 채명신 감찰위원장을 왜 회장으로 추대했는가를 밝히기도 했다.
대한태수도협회가 어렵게 구성됐지만 당시 임원들은 사회적 명성과 지위가 없는 30대 초, 중반의 인사가 대부분이었어요. 그래서 협회에 힘을 실어줄 수 있는 마땅한 인사를 찾던 차에 채명신 장군을 회장으로 추대하게 된 것입니다. 당시 대한체육회 회장은 국가재건최고회의 부위원장인 이주일 준장이 맡는 등 사회 분위기상 태권도계도 군세를 업은 인사가 필요했습니다. 당시 감찰위원장의 위세는 서슬퍼런 군사집권 시절에서 대단한 것이었지요.

백준기는 이종우, 엄운규의 부탁을 받고, 곧장 감찰위원장실로 찾아가 채 장군을 독대했다.
태권도계 전후 사정을 얘기하면서 회장을 맡아줄 것을 부탁하자 채 장군은 호방하게 웃으며 즉각 승낙하더군요. 채 장군의 회장 수락 사실을 저는 재빨리 부회장에게 알렸고, 협회에서 공표에 붙여 일사불란하게 채 장군을 회장으로 추대한 것입니다.

### 월남에서의 태권도 보급과 홍보
채명신은 월남 참전 중 베트남 현지인과 원주민 등에게 태권도를 전파하였다. 그의 태권도 전수는 태권도 전수 이외에도 작전적인 목적도 겸하고 있었다.
월남에서의 작전 중 하나는 태권도 보급이었으며 태권도 교관단을 민간사절로 활용하여 한국군에 대한 강한 이미지를 제고하는데 노력하였다. 또한 민사심리전의 일환으로도 태권도를 적극 활용하였다. 파월 국군 교관단에 의한 태권도 보급 활동은 태권도를 국제화하고 세계화의 초석을 다지는 시발점이 되었다.
월남군 총사령관인 가오반 비엔 대장의 아들이 태권도를 수련하고 있었는데 자신의 아들이 태권도를 배우면서 자신감을 갖고 점차 나아지고 있다는 말과 함께 자신의 아들이 품행이 바르지 못한 학교친구와 말다툼을 하던 중 그들을 때려눕혔다고 자랑하였다. 그러자 채명신 장군은 싸움을 하라고 태권도를 가르친 것이 아닌데 태권도 5대 수칙을 무시한 채 싸움을 했으므로 한국 교관을 철수시키겠다고 하였다. 이에 가오반 비엔 대장이 사과를 하며 계속 태권도를 가르쳐줄 것을 부탁하였고 이 소문을 들은 많은 고위층 인사들이 자신의 자식에게도 태권도를 가르쳐줄 것을 요청하였다고 한다.

### 월남태권도협회 창립 지원
국군체육부대장 백준기 단장과 남베트남 육군 대장 가오반 비엔 등을 중심으로 월남태권도협회의 창립이 착수되었다. 그는 이들의 월남태권도협회 창립 준비 활동을 적극적으로 지원하였다.
백준기 단장은 월남 태권도의 체계적인 보급과 자체관리를 효율적으로 하기 위하여 반 반 쿠 월남국군체육학교장에게 월남 태권도 협회를 발족할 것을 권유했다. 쿠 중령은 이에 찬성의 뜻을 표하며 구엔 반 티우 대통령의 승인을 위해 백준기 단장에게 건의를 부탁하게 되고 백준기 단장은 티우 대통령의 승인을 받도록 다각도로 월남의 고위층과 접촉한 결과, 승인을 얻 게 되어 월남 태권도협회가 창립되었다.
월남 태권도협회는 쿠 체육학교장을 초대 협회장으로 하고 민간인 도장 관장을 실무 이사진으로 구성하여 월남 태권도의 조직적인 관리와 발전을 위한 기구로서 출발함으로써 한국의 태권도가 월남 국민들의 의식 속에 깊이 뿌리내리기 시작하였다.
채명신 사령관은 사이공에 태권도 도장을 건설하여 태권도 유단자인 탄 반롱에게 민간 도장의 개설을 지원하여 주었다. 그 때 도장의 이름을 무엇으로 하느냐에 한국식으로 하자는 등으로 의견이 분분하였는데, 월남인에게는 물론 베트공에게도 거부감을 주지 않는 월남 역사상 존경받는 인물이나 상징적인 이름으로 지어야 한다는 채명신 사령관의 제의에 따라 1428년 레 왕조를 건설, 월남을 명나라로부터 독립국가로 형성한 레 호이 왕의 이름을 따서 레 호이 도장으로 명명하고 개관식은 주월한국 태권도협회 창립행사와 동시에 레 호이 도장에서 치르게 되었으며, 월남군 고위 장성 및 웨스트 모릴렌드(West Moreland) 미군 사령관도 참석하여 성대한 개관식을 가졌다.

## 같이 보기
| - 베트남 전쟁 - 한국 전쟁 - 5·16 군사 정변 - 국가재건최고회의 - 박정희 - 백선엽 - 더글러스 맥아더 - 베트남 참전전우회 - 박정희 - 정일권 - 김창룡 - 선우휘 - 안재홍 - 지만원 - 조갑제 - 틱낫한 | - 여순 사건 - 여수 14연대 반란 사건 - 대한태권도협회 - 장도영 - 김구 - 김신 - 김종필 - 김홍일 - 김양수 - 유양수 - 서정갑 - 전두환 - 노태우 - 윤필용 - 정호용 - 라이따이한 | - 송악산 전투 - 대한민국군 베트남전 참전 - 강재구 - 김백일 - 심일 - 이범석 - 한신 |

## 참고 문헌
- 강준만, 《한국현대사산책:1960년대편 2》 (인물과 사상사, 2006)
- 채명신, 《베트남전쟁과 나(채명신 회고록)》 (팔복원, 2006)
- 한우성, 아름다운 영웅 김영옥 (나무와숲, 2008)
- 김용직, 사료로 본 한국의 정치와 외교 : 1945 ~ 1979 (성신여자대학교출판부, 2005)
- 매경중소기업부 편, 《세계의 작은 거인들》 (매일경제신문사, 1996)
- 정일권, 《정일권회고록1~2》 (고려서적, 1996)
- 채명신, 《사선을 넘고 넘어: 채명신 회고록》(매일경제신문사(매경출판주식회사), 1994)
- 황상한, 《충성 라면 잘 끓이고 있습니다》 (라이온북스, 2008)
- 브루스 커밍스ㆍ존 할리데이, 《한국전쟁의 전개과정》 (태암, 1989)
- 佐佐木春隆,《한국전 비사》상ㆍ중ㆍ하 (병학사, 1983)